# Emiliano Romero
Emiliano Daniel Romero (Sarandí, Buenos Aires, Argentina; 11 de septiembre de 1985) es un exfutbolista argentino.Jugaba de mediocampista ofensivo y actualmente se desempeñó cómo asistente técnico del Cúcuta Deportivo de Colombia, desde enero de 2024.

## Clubes
| Club               | País      | Año         |
| ------------------ | --------- | ----------- |
| Argentinos Juniors | Argentina | 1999 - 2004 |
| Independiente      | Argentina | 2004 - 2005 |
| Defensa y Justicia | Argentina | 2005 - 2009 |
| Platense           | Argentina | 2009 - 2010 |
| Defensa y Justicia | Argentina | 2010 - 2011 |
| Olimpo             | Argentina | 2011 - 2012 |
| Defensa y Justicia | Argentina | 2012 - 2013 |
| Everton            | Chile     | 2013 - 2015 |
| Panetolikos FC     | Grecia    | 2015 - 2016 |
| Oriente Petrolero  | Bolivia   | 2016        |
| Talleres (RdE)     | Argentina | 2017        |
| Argentino (Q)      | Argentina | 2018        |
| Dock Sud           | Argentina | 2018 - 2019 |